# 卡罗琳·琼斯-扬
卡罗琳·琼斯-扬（英語：Carolyn Jones-Young，1969年7月29日—），生于密西西比州贝斯普林斯，美国女子篮球运动员。她曾获得1992年夏季奥运会女子篮球比赛铜牌以及1990年女子篮球世锦赛金牌。